# Tõre
Koordinaten: 58° 31′ N, 22° 48′ O
Tõre (deutsch Töre) ist ein Dorf (estnisch küla) auf der größten estnischen Insel Saaremaa. Es gehört zur Landgemeinde Saaremaa (bis 2017: Landgemeinde Leisi) im Kreis Saare.
Das Dorf hat heute keine Einwohner mehr (Stand 31. Dezember 2011).